# Kowboje i obcy
Kowboje i obcy (ang. Cowboys & Aliens) – amerykański film z gatunku science fiction połączonego z westernem z 2011 roku, w reżyserii Jona Favreaua, autora m.in. Iron Mana. Podstawą do napisania scenariusza był komiks z 2006 roku o tym samym tytule autorstwa Scotta Mitchella Rosenberga. W filmie w głównych rolach wystąpili Daniel Craig, Harrison Ford oraz Olivia Wilde.
FIlm trafił do kin 29 lipca 2011 roku.

## Fabuła
Rok 1875. Terytorium Nowego Meksyku. Do położonego na pustynnym terenie miasteczka Absolution przyjeżdża nieznany nikomu Jake Lonergan. Jake nosi na nadgarstku dziwną obręcz i kompletnie niczego nie pamięta ze swej przeszłości. Szybko przekonuje się, że mieszkańcy miasteczka nie są zbyt przyjaźnie nastawieni do przyjezdnych. A ponadto żyją w ciągłym strachu, co jest efektem zasad wprowadzonych przez trzymającego wszystkich żelazną ręką pułkownika Dolarhyde'a.
Pewnego dnia nowe źródło strachu pojawia się z zupełnie nieoczekiwanej strony – statku kosmicznego, którego pasażerowie nie mają przyjaznych zamiarów w stosunku do Ziemian – porywają ludzi i sieją zamęt. Okazuje się, że świetnie władający bronią Jake może być jedyną nadzieją miasteczka na ocalenie. Jake powoli zaczyna sobie przypominać, kim jest i czego wcześniej doświadczył. Zaczyna także mieć świadomość, że jest w posiadaniu tajemnicy, która może dać mu przewagę nad najeźdźcami z kosmosu.
Jake z pomocą Elli, tworzy oddział pościgowy składający się z ludzi stojących jeszcze do niedawna po przeciwnych stronach barykady – mieszkańców miasteczka, Dolarhyde'a i jego kompanów, osadników i walecznych Apaczów Chiricahua. W obliczu wspólnego wroga, wszelkie spory muszą pójść na bok. Nadchodzi czas ostatecznej rozgrywki, której stawką jest przetrwanie ludzkości.

## Obsada
- Daniel Craig - Jake Lonergan
- Harrison Ford - pułkownik Woodrow Dolarhyde
- Olivia Wilde - Ella Swenson
- Sam Rockwell - Doc
- Paul Dano - Percy Dolarhyde
- Adam Beach - Nat Colorado
- Noah Ringer - Emmett Taggart
- Clancy Brown - Meacham
- Keith Carradine - szeryf John Taggart
- Abigail Spencer - Alice
- Ana de la Reguera - María
- Walton Goggins - Hunt
- Raoul Trujillo - wódz Indian Chiricahua Apache, Black Knife (Czarny Nóż)
- David O’Hara - Pat Dolan
- Chris Browning - Jed Parker
- Julio Cesar Cedillo - Bronc
- Brendan Wayne - Zastępca szeryfa Lyle